# Руян (район)
Руян (перс. رویان‎), позже известный как Рустамдар (رستمدار) — название горной местности, охватывавшей западную часть Табаристана / Мазендерана, области на каспийском побережье северного Ирана.
В иранской мифологии Руян фигурирует как одно из мест, откуда легендарный лучник Араш выпустил свою стрелу, которая долетела до края Хорасана и обозначила границу между Ираном и Тураном. Впервые этот регион упоминается в исторических записях как одна из земель царя Гушнаспа и его потомков, которые были вассалами Сасанидов, пока не были свергнуты шахиншахом Кавадом I.
Во время арабского завоевания Персии последний шахиншах Йездегерд III предоставил контроль над Табаристаном правителю Дабуидов Гилу Гавбаре, который был правнуком шахиншаха Замаспа. Сын Гила Гавбары Бадуспан I получил контроль над Руяном в 665 году, образовав династию Падуспанидов, которая правила этим регионом до его завоевания Сефевидами в 1590-х годах.

## История
Руян — название горного района, охватывающего западную часть Табаристана / Мазендерана, региона на побережье Каспийского моря в северном Иране. Французский востоковед Джеймс Дармстетер предположил, что Руян идентичен горе, называемой Раодита («красноватая») в зороастрийских Яштах, и Ройишноманд в другом зороастрийском документе Бундахишн. По словам средневекового иранского ученого Аль-Бируни, именно из Руяна легендарный лучник Араш пустил свою стрелу на окраину Хорасана, чтобы обозначить границу между Ираном и Тураном.
Руян согласно Письму Тансара, которое было написано верховным жрецом сасанидского шахиншаха Ардашира I, входит в число земель местного царя по имени Гушнасп. Гушнасп подчинился Ардаширу I, получив гарантии сохранения своего королевства. Его род продолжал править Табаристаном до второго правления Кавада I, который отстранил династию от власти и назначил на её место своего сына Кавуса. Во время арабского завоевания Персии последний шахиншах Йездегерд III предоставил контроль над Табаристаном правителю Дабуидов Гилу Гавбаре, который был правнуком шахиншаха Замаспа. Сын Гила Гавбары Бадуспан I получил контроль над Руяном в 665 году, образовав династию Падуспанидов, которая правила регионом до 1590-х годов. Другой сын, Дабуйя, стал преемником своего отца в качестве главы семьи Дабуидов, управляя остальной частью Табаристана.
Последний правитель Дабуидов Хуршид сумел защитить свое царство от Омейядского халифата, но в 760 году он был окончательно побеждён его преемником, Аббасидским халифатом. Табаристан впоследствии стал обычной провинцией халифата, управляемой из Амуля арабским наместником, хотя местные династии Бавандидов, Каренвандов, Зармихридов и Падуспанидов, ранее подчинявшиеся Дабуидам, продолжали контролировать горные внутренние районы в качестве вассалов правительства Аббасидов. Эти правители были в значительной степени, если не полностью, автономны.
По данным персидских географов X века Ахмада ибн Руста и Ибн аль-Факиха, Руян изначально был районом Дейлема, но был присоединен к Табаристану после его завоевания халифатом. Руян представлял собой большой район, окружённый с каждой стороны двумя горами. Каждый город мог выставить от 400 до 1000 воинов. Харадж, введённый халифом Харуном ар-Рашидом, составлял 400 050 дирхамов. Вали, управляющий, находился в городе Каджиджа. Отчёты двух авторов указывают на то, что, по-видимому, между Руяном и независимым Дейлемом существовала пограничная зона, включавшая города Чалус, аль-Мухдата и Музн. Из-за регионального влияния Падуспанидов, в монгольскую эпоху Руян стал известен как Рустамдар, что было искажённой формой их царского титула устандар, который они использовали со времен правления Шахрияра III ибн Джамшида.
Падуспаниды были на короткое время отстранены от власти Мараши, правившими Рустамдаром с 1381 по 1390 год, когда они решили посадить на трон в Рустамдаре принца Падуспанидов Саада ад-Даула Туса, чтобы бросить вызов принцу Афрасиябидов Искандару-и Шайхи, который сопровождал тюрко-монгольского правителя Тамерлана, намеревавшегося завоевать Мазендеран. Однако Тус тайно переписывался с Искандаром-Шейхи и в конце концов в 1392 году присоединился к войскам Тамерлана. В следующем 1393 году Тамерлан вытеснил Марашей и завоевал Мазендеран. В 1399/1400 году он лишил Падуспанидов большей части их владений, отправив свои войска управлять большей частью Рустамдара. Владения нового правителя Падуспанидов Каюмарта I теперь ограничивались территорией замка Нур. Однако в 1405 году он восстановил свою власть в Рустамдаре. После его смерти в 1453 году началась династическая борьба, в результате которой его королевство было разделено его сыновьями Искандаром IV и Каусом II в Коджуре и Нуре соответственно. Династия Падуспанидов больше никогда не была объединена, и обе ветви правили отдельно, пока в 1590-х годах они не были свергнуты сефевидским монархом Ирана Аббасом Великим.